# NGC 5617
NGC 5617 is een open sterrenhoop in het sterrenbeeld Centaur. Het hemelobject werd op 8 mei 1826 ontdekt door de Schotse astronoom James Dunlop.

## Synoniemen
- OCL 919
- ESO 134-SC4